# Pomnik Czynu Rewolucyjnego w Łodzi

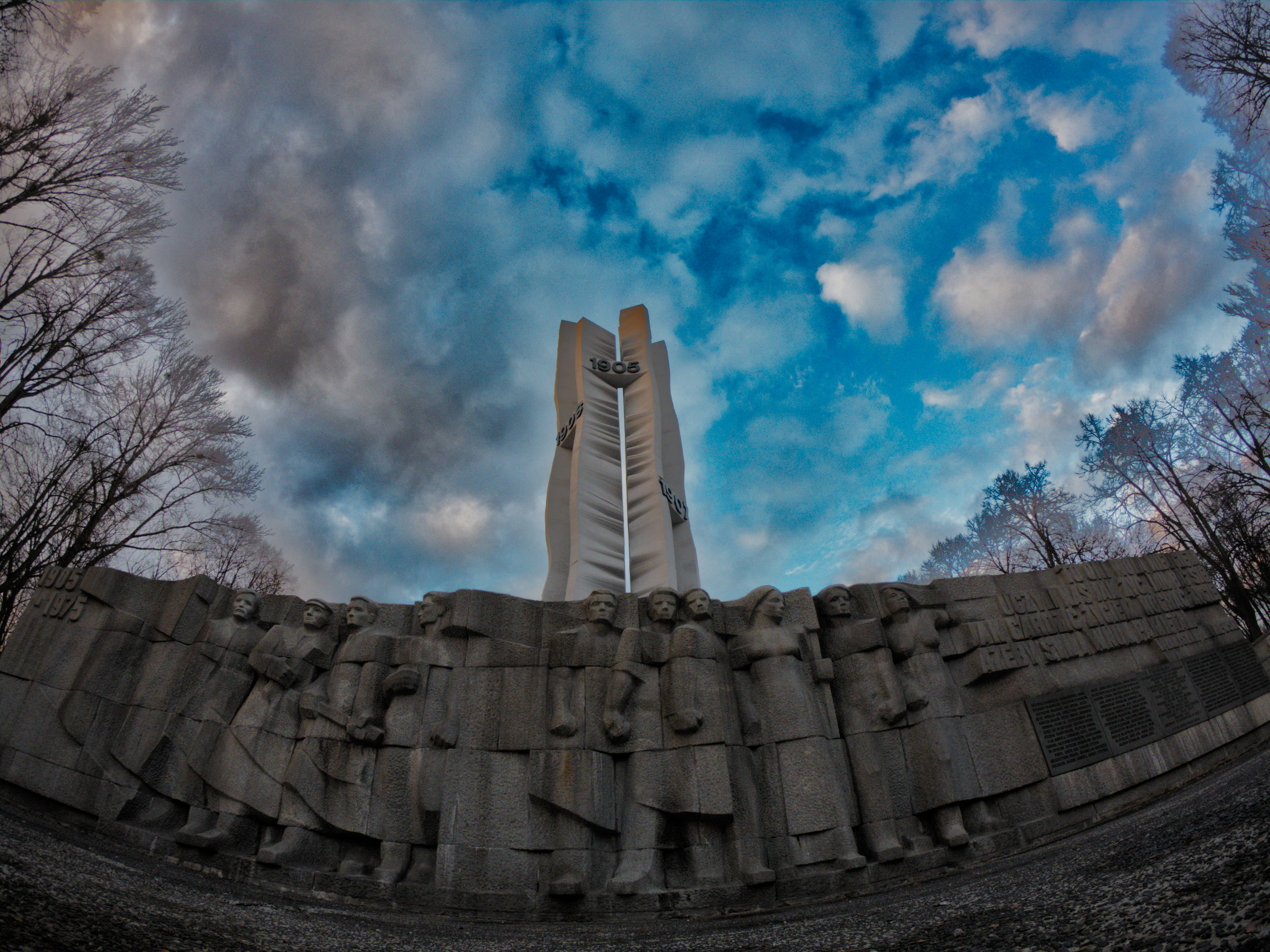
Pomnik Czynu Rewolucyjnego

Pomnik Czynu Rewolucyjnego – pomnik w parku na Zdrowiu w Łodzi, autorstwa łódzkiego rzeźbiarza Kazimierza Karpińskiego (przy współpracy Stanisława Siedlika, Wacława Wołosewicza i Józefa Zięby), po północnej stronie ulicy Konstantynowskiej, odsłonięty 22 czerwca 1975 roku.

## Historia

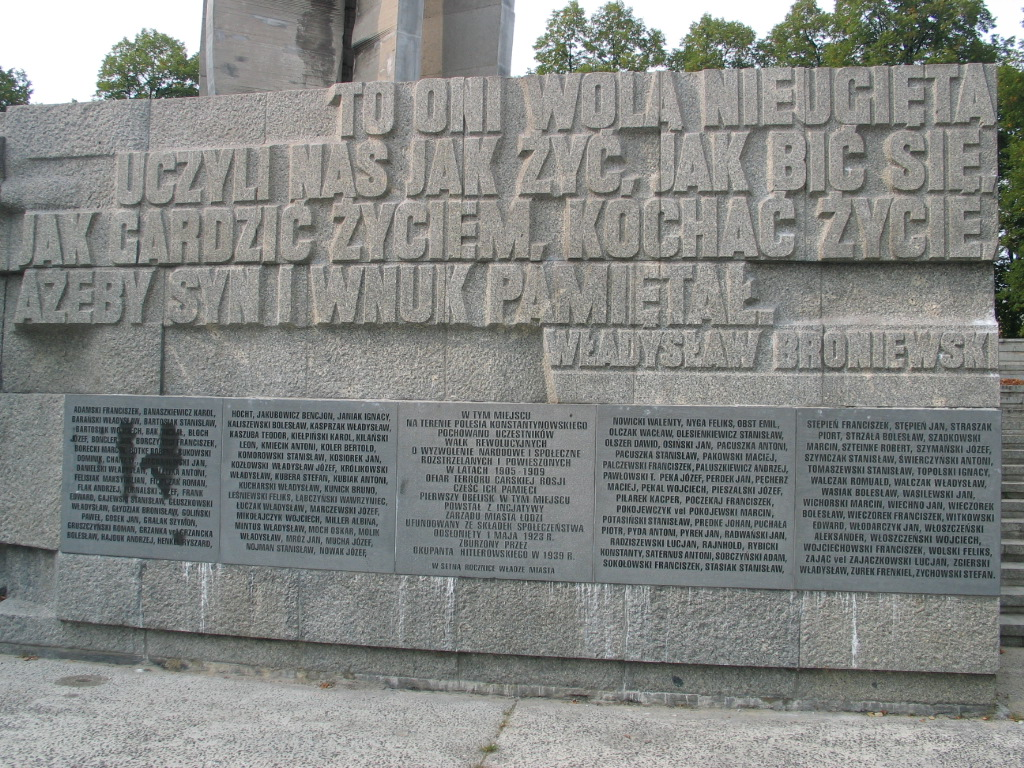
Fragment podstawy pomnika
z czterowierszem Władysława Broniewskiego

W uroczystości odsłonięcia pomnika uczestniczyli m.in.: członek Biura Politycznego KC PZPR, przewodniczący Centralnej Rady Związków Zawodowych Władysław Kruczek, członek KC PZPR Stefan Misiaszek, minister przemysłu lekkiego Tadeusz Kunicki, prezydent m. Łodzi Jerzy Lorens, I sekretarz KŁ PZPR Bolesław Koperski, córka Juliana Marchlewskiego – Zofia Marchlewska.
Wcześniej w tym miejscu stała Kolumna Rewolucjonistów odsłonięta 1 maja 1923 roku, upamiętniająca straconych rewolucjonistów z lat 1905–1907, którzy zostali w tym miejscu pochowani. Kolumna zniszczona została przez niemieckich okupantów w 1939 roku.
Na placu przed pomnikiem odbywają się manifestacje ugrupowań lewicowych, najczęściej w dniu Święta Pracy  oraz apele rozpoczynające rok pracy Hufca ZHP Łódź-Polesie im. Powstańczej Poczty Harcerskiej.

## Architektura
Pomnik został wykonany z żelazobetonu. Dzięki swojej wysokości bywał nielegalnie wykorzystywany przez wspinaczy do treningu umiejętności. W latach 2005–06 został wyremontowany i przebudowany za zgodą projektanta. Usunięto wówczas postacie żołnierzy LWP z bronią oraz daty niezwiązane z rewolucją 1905 roku. Prace te wykonał rzeźbiarz Mieczysław Pąśko.